# Pirgula melanoma
Pirgula melanoma är en fjärilsart som beskrevs av Collenette 1936. Pirgula melanoma ingår i släktet Pirgula och familjen tofsspinnare. Inga underarter finns listade i Catalogue of Life.